# COROT-24c
CoRoT-24c es uno de los dos planetas que pertenecen al sistema de la estrella CoRoT-24, siendo este sistema el primer sistema múltiple encontrado por la misión CoRoT.